# Ohenewa Akuffo
Ohenewa Akuffo (* 15. Februar 1979 in North York, Toronto) ist eine kanadische Ringerin. Sie wurde 2010 Vize-Weltmeisterin in der Gewichtsklasse bis 72 kg.

## Werdegang
Ohenewa Akuffo ist die Tochter von ghanaischen Einwanderern nach Kanada. Als sie drei Jahre alt war, gingen ihre Eltern mit ihr nach Ghana zurück, wanderten aber nach weiteren fünf Jahren endgültig nach Kanada aus. Sie wurden mit ihrer Tochter Ohenewa in Brampton (Ontario) ansässig. Ohenewa Akuffo begann als Jugendliche in der High School, der Ascension Secondary School in Mississauga (Ontario) im Jahre 1993 mit dem Ringen und wurde Mitglied des St. Augustin Secondary School Wrestling Club. Später wurde sie auch Mitglied des Matman Wrestling Club und des Guelph Wrestling Club. Ihr Trainer Dave Mair betreut sie bereits seit 1996, später kam dann noch Doug Cox als Trainer hinzu. Sie hat einen Abschluss als Bachelor of Administration Studies (Marketing) mit einem Certificat of Management und Administration von der York University und ist in der Kinder- und Jugendbetreuung tätig.
Ihren ersten großen sportlichen Erfolg heimste Ohenewa Akuffo im Jahre 1997 ein, als sie kanadische Meisterin bei den Frauen in der Gewichtsklasse bis 75 kg wurde. 1998 und 1999 wurde sie kanadische Juniorenmeisterin und 1999 kanadische Studentenmeisterin. Nachdem sie 2000 kanadische Vizemeisterin geworden war, gewann sie 2001 ihren zweiten kanadischen Meistertitel bei den Frauen, dem bis zum Jahre 2011 sechs weitere kanadische Meistertitel folgten. Sie kämpfte immer in der schwersten Gewichtsklasse, die bis 2001 bis 75 kg und seit 2002 bis 72 kg ging bzw. geht.
Der Start zu ihrer internationalen Karriere begann ebenfalls 1997, denn nach dem Gewinn des kanadischen Meistertitels wurde sie auch schon bei den Weltmeisterschaften 1997 in Clermont-Ferrand eingesetzt. Sie musste dort jedoch noch Lehrgeld bezahlen und kam nach zwei verlorenen Kämpfen auf den 11. Platz. Der nächste Start bei einer der großen internationalen Meisterschaften erfolgte im Jahre 2001. Sie nahm in diesem Jahr an den Weltmeisterschaften in Sofia teil und belegte nach Niederlagen gegen Nina Englich aus Deutschland und Sumrud Gurbanhadschijewa aus Russland den 10. Platz.
2002 belegte Ohenewa Akuffo sowohl bei den Pan-Amerikanischen Meisterschaften in Guatemala-Stadt als auch bei den Pan Amerikanischen Spielen in Santo Domingo jeweils den 2. Platz, beide Male hinter der US-Amerikanerin Toccara Montgomery. Bei den Weltmeisterschaften 2003 in New York erreichte sie nach einer Niederlage gegen die Chinesin Wang Xu und einem Sieg über Aline Silva Ferreira aus Brasilien den 13. Rang. Ende 2003 scheiterte Ohenewa Akuffo bei der kanadischen Olympiaausscheidung für die Olympischen Spiele 2004 in Athen an Christine Nordhagen, der vielfachen Weltmeisterin. Ein sehr gutes Ergebnis erreichte sie beim Welt-Cup 2004 in Tokio, wo sie hinter Kyoko Hamaguchi aus Japan den 2. Platz vor Ma Bailing aus China und Alena Starodubzewa aus Russland erreichte.
Ein bemerkenswerter Erfolg gelang ihr dann bei den Universitäten-Weltmeisterschaften 2005 in Izmir, denn sie holte sich dort den Titel und ließ so bekannte Ringerinnen wie Kateryna Burmistrowa aus der Ukraine, Ayako Murashima aus Japan und Agnieszka Wieszczek aus Polen hinter sich. Bei den Weltmeisterschaften in Budapest kam sie zu einem Sieg über Maria Orlowa aus Usbekistan. Nach einer Niederlage im nächsten Kampf gegen Anita Schätzle aus Deutschland schied sie aber aus und kam auf den 7. Platz. Ein gutes Ergebnis erreichte sie bei den Weltmeisterschaften 2006 in Guangzhou. Nach zwei Siegen verlor sie dort im Halbfinale gegen Kyoko Hamaguchi, hatte danach aber erstmals bei Weltmeisterschaften um eine Medaille zu kämpfen. Sie verlor diesen Kampf allerdings gegen die US-Amerikanerin Kristie Davis und kam dadurch auf den 5. Platz.
Bei den Weltmeisterschaften 2007 in Baku verlor Ohenewa Akuffo ihren ersten Kampf gegen Jenny Fransson aus Schweden. Da diesen den Endkampf nicht erreichte, schied sie aus und landete nur auf dem 22. Platz. 2008 gelang es ihr aber, sich für die Teilnahme an den Olympischen Spielen in Peking zu qualifizieren. Dort verlor sie aber gegen die vielfache Weltmeisterin Stanka Slatewa aus Bulgarien und etwas überraschend auch gegen die Spanierin Maider Unda Gonzales de Audicana und kam nur auf den 10. Platz. Bei den nach den Olympischen Spielen in Peking stattfindenden Weltmeisterschaften in Tokio gelang ihr dann mit Siegen über Swetlana Sajenko aus der Ukraine, Elena Diana Mudrag aus Rumänien und Alena Starodubzewa, Russland, bei einer Niederlage gegen Stanka Slatewa der Gewinn einer WM-Bronzemedaille.
Bei den Weltmeisterschaften 2009 in Herning/Dänemark siegte Ohenewa Akuffo über Maria Luiza Vryoni aus Griechenland, verlor aber dann wieder knapp gegen Stanka Slatewa (0:2 Runden, 1:2 techn. Punkte) und musste danach ausscheiden, womit sie den 10. Platz erreichte. Ihr größtes Erfolgserlebnis hatte sie dann bei den Weltmeisterschaften 2010 in Moskau, wo sie mit Siegen über Maider Unda Gonzales de Audicana, Li Dan aus China und Kyoko Hamaguchi bis in das Finale vorstiess, in dem sie allerdings wiederum gegen Stanka Slatewa unterlag (0:2 Runden, 0:2 techn. Punkte). Sie wurde damit Vize-Weltmeisterin. Im Oktober 2010 siegte sie bei den Commonwealth Games in Delhi vor Laure Ali Annabel aus Kamerun und Helen Okus aus Ghana.
Ermuntert durch diese letzten Erfolge ließ Ohenewa Akuffo verlauten, dass sie beabsichtige bis zu den Olympischen Spielen 2012 in London weiterzuringen. Dieses Ziel konnte sie aber nicht verwirklichen, weil sie sich 2012 nicht für die kanadische Olympiamannschaft qualifizieren konnte. Ein Jahr vorher kam sie bei den Weltmeisterschaften in Istanbul zu bemerkenswerten Sieg. Sie schlug nämlich die zweifache Olympiadritte und vielfache Weltmeisterin Kyoko Hamaguchi aus Japan nach Punkten. In der nächsten Runde verlor sie allerdings gegen die US-Amerikanerin Ali Sue Bernard und schied aus, weil Bernard nicht die Endrunde erreichte.

## Internationale Erfolge
| Jahr | Platz | Wettbewerb                                              | Gewichtsklasse | Ergebnis |
| 1997 | 11.   | WM in Clermont-Ferrand                                  | bis 75 kg      | nach Niederlagen gegen Anna Schamowa, Russland und Mayra Alessandra Ocampo Aparicio, Venezuela                                                            |
| 2001 | 1.    | Canada-Cup in Calgary                                   | bis 75 kg      | vor Pam Wilson und Elise Comeau, bde. Kanada |
| 2001 | 1.    | Intern. Turnier in Warschau                             | bis 75 kg      | |
| 2001 | 10.   | WM in Sofia                                             | bis 75 kg      | nach Niederlagen gegen Nina Englich, Deutschland und Sumrud Gurbanhadschijewa, Russland                                                                   |
| 2002 | 1.    | Guelph-Open                                             | bis 72 kg      | vor Pam Wilson und Martine Dugrenier, bde. Kanada |
| 2002 | 1.    | Dave-Schultz-Memorial in Colorado Springs               | bis 72 kg      | vor Satranina Veron, USA und Kaliraman Sonika, Indien |
| 2002 | 2.    | Canada-Cup in Calgary                                   | bis 72 kg      | hinter Wang Xu, China, vor Pam Wilson, Alma Izquierda, Mexiko und Ayako Murashima, Japan                                                                  |
| 2002 | 2.    | Welt-Cup in Kairo                                       | bis 72 kg      | hinter Kyoko Hamaguchi, Japan, vor Swetlana Martinenko, Russland                                                                                          |
| 2002 | 4.    | New-York-Athletic-Club-Open                             | bis 72 kg      | hinter Toccara Montgomery und Kristie Marano, beide USA und Monik Konalski, Polen                                                                         |
| 2003 | 1.    | Guelph-Open                                             | bis 72 kg      | vor Pam Wilson und Sam Johnson, bde. Kanada |
| 2003 | 2.    | Pan Amerikanische Meisterschaft 2003 in Guatemala-Stadt | bis 72 kg      | hinter Toccara Montgomery, USA, vor Carol Sugerisis, Dom. Rep.                                                                                            |
| 2003 | 2.    | Großer Preis von Deutschland in Dormagen                | bis 72 kg      | hinter Christine Nordhagen, Kanada, vor Nina Englich und Anita Schätzle, bde. Deutschland                                                                 |
| 2003 | 5.    | Austrian-Lady-Open in Götzis                            | bis 72 kg      | hinter Anita Schätzle, Nina Englich, Katarzyna Jusczak und Anna Wawrzycka, bde. Polen                                                                     |
| 2003 | 1.    | Canada-Cup in Guelph                                    | bis 72 kg      | vor Pam Wilson und Toccara Montgomery |
| 2003 | 2.    | Pan Amerikanische Spiele in Santo Domingo               | bis 72 kg      | hinter Toccara Montgomery, vor Yasmili Ramos, Venezuela                                                                                                   |
| 2003 | 13.   | WM in New York                                          | bis 72 kg      | nach einer Niederlage gegen Wang Xu und einem Sieg über Aline Silva Ferreira, Brasilien                                                                   |
| 2003 | 2.    | Clansmen-International in Burnaby                       | bis 72 kg      | hinter Christine Nordhagen, vor Pam Wilson |
| 2004 | 1.    | Guelph-Open                                             | bis 72 kg      | vor Pam Wilson und Meaghan Wilton, bde. Kanada |
| 2004 | 4.    | Dave-Schultz-Memorial in Colorado Springs               | bis 72 kg      | hinter Anita Schätzle und Stephany Lee, USA |
| 2004 | 4.    | Austrian-Lady-Open in Götzis                            | bis 72 kg      | hinter Christine Nordhagen, Stanka Slatewa, Bulgarien und Anita Schätzle, vor Agnieszka Wieszczek, Polen                                                  |
| 2004 | 2.    | Welt-Cup in Tokio                                       | bis 72 kg      | hinter Kyoko Hamaguchi, Japan, vor Ma Bailing, China und Alena Starodubzewa, Russland                                                                     |
| 2005 | 1.    | Guelph-Open                                             | bis 72 kg      | vor Ali Bernard, USA und Seren Martin, Kanada |
| 2005 | 1.    | Dave-Schultz-Memorial in Colorado Springs               | bis 72 kg      | vor Anita Schätzle und Randi Miller, USA |
| 2005 | 3.    | Klippan-Lady-Open                                       | bis 72 kg      | hinter Anita Schätzle und Marina Gastl, Österreich |
| 2005 | 1.    | Universitäten-WM in Izmir                               | bis 72 kg      | vor Kateryna Burmistrowa, Ukraine, Ayako Murashima und Agnieszka Wiesczcek                                                                                |
| 2005 | 7.    | WM in Budapest                                          | bis 72 kg      | nach Sieg über Maria Orlowa, Usbekistan und Niederlage gegen Anita Schätzle                                                                               |
| 2005 | 2.    | Sunkist-Kids-Open in Tempe/Arizona                      | bis 72 kg      | hinter Stephany Lee, vor Ali Bernard, bde. USA |
| 2006 | 1.    | Welt-Cup in Nagoya                                      | bis 72 kg      | vor Kyoko Hamaguchi und Kristie Davis |
| 2006 | 1.    | Canada-Cup in Guelph                                    | bis 72 kg      | vor Wang Xu und Wang Liang, bde. China und Ali Bernard |
| 2006 | 5.    | WM in Guangzhou                                         | bis 72 kg      | nach Siegen über Anita Schätzle und Yoon Son-young, Südkorea und Niederlagen gegen Kyoko Hamaguchi und Kristie Davis                                      |
| 2007 | 1.    | Canada-Cup in Guelph                                    | bis 72 kg      | vor Pam Wilson, Anita Schätzle und Silva da Conceisao Rosangela, Brasilien                                                                                |
| 2007 | 2.    | Austrian-Lady-Open in Götzis                            | bis 72 kg      | hinter Liang Yue, China, vor Hong Yan, China und Marina Gastl                                                                                             |
| 2007 | 2.    | Pan Amerikanische Spiele in Rio de Janeiro              | bis 72 kg      | hinter Kristie Davis, vor Silva da Conceicao Rosangela |
| 2007 | 1.    | Hargobind-Open in Surrey                                | bis 72 kg      | vor Ali Bernard und Pam Wilson |
| 2007 | 22.   | WM in Baku                                              | bis 72 kg      | nach einer Niederlage gegen Jenny Fransson, Schweden |
| 2008 | 2.    | Pan Amerikanische Meisterschaften in Colorado Springs   | bis 72 kg      | hinter Stephany Lee, vor Silva da Conceicao Rosangela |
| 2008 | 4.    | Canada-Cup in Guelph                                    | bis 72 kg      | hinter Ali Bernard, Maria Müller, Deutschland und Leah Callahan, Kanada                                                                                   |
| 2008 | 10.   | OS in Peking                                            | bis 72 kg      | nach Niederlagen gegen Stanka Slatewa und Maider Unda Gonzales de Audicana, Spanien                                                                       |
| 2008 | 3.    | WM in Tokio                                             | bis 72 kg      | nach einem Sieg über Swetlana Sajenko, Ukraine, einer Niederlage gegen Stanka Slatewa und Siegen über Elena Diana Mudrag, Rumänien und Alena Starodubzewa |
| 2009 | 4.    | Welt-Cup in Taiyuan                                     | bis 72 kg      | hinter Stephany Lee, Wang Liang und Daria Nasarowa, Russland                                                                                              |
| 2009 | 3.    | Golden-Grand-Prix in Baku                               | bis 72 kg      | hinter Stanka Slatewa und Jenny Fransson |
| 2009 | 10.   | WM in Herning/Dänemark                                  | bis 72 kg      | nach einem Sieg über Maria Luiza Vryon, Griechenland und einer Niederlage gegen Stanka Slatewa                                                            |
| 2010 | 1.    | Guelph-Open                                             | bis 72 kg      | vor Ali Bernard und Leah Callahan |
| 2010 | 4.    | Welt-Cup in Nanjing                                     | bis 72 kg      | hinter Ali Bernard, Natalia Worobjewa, Russland und Kyoko Hamaguchi                                                                                       |
| 2010 | 1.    | Großbritannien-Cup in Sheffield                         | bis 72 kg      | vor Wassilissa Marsaljuk, Weißrussland und Agnieszka Wieszczek                                                                                            |
| 2010 | 2.    | WM in Moskau                                            | bis 72 kg      | nach Siegen über Maider Unda Gonzales de Audicana, Li Dan, China und Kyoko Hamaguchi und einer Niederlage gegen Stanka Slatewa                            |
| 2010 | 1.    | Commonwealth Games in Delhi                             | bis 72 kg      | vor Laure Ali Annabel, Kamerun und Helen Okus, Nigeria |
| 2011 | 7.    | Austrian-Ladies-Open in Götzis                          | bis 72 kg      | Siegerin: Jenny Fransson, Schweden vor Marina Gastl, Österreich                                                                                           |
| 2011 | 17.   | WM in Istanbul                                          | bis 72 kg      | nach einem Sieg über Kyoko Hamaguchi, Japan und einer Niederlage gegen Ali Sue Bernard, USA                                                               |
| 2012 | 3.    | „Dave-Schultz“-Memorial in Colorado Springs             | bis 72 kg      | hinter Stephanie Lee, USA und Leah Ferguson Callahan, Kanada                                                                                              |
| 2012 | 1.    | Torneo Citta a Sassari                                  | bis 72 kg      | vor Dalma Caneva, Italien und Veronica Keefe, Kanada |

## Kanadische Meisterschaften
| Jahr | Platz | AG | Gewichtsklasse | Ergebnis                                |
| 1997 | 1.    | A  | bis 75 kg      |                                         |
| 1998 | 2.    | A  | bis 75 kg      |                                         |
| 1998 | 1.    | J  | bis 75 kg      |                                         |
| 1999 | 1.    | J  | bis 75 kg      |                                         |
| 1999 | 1.    | S  | bis 75 kg      |                                         |
| 2000 | 2.    | A  | bis 75 kg      |                                         |
| 2001 | 1.    | A  | bis 75 kg      | vor Pam Wilson und Tamara Medrousky     |
| 2002 | 3.    | A  | bis 72 kg      | hinter Pam Wilson und Martine Dugrenier |
| 2003 | 1.    | A  | bis 72 kg      | vor Pam Wilson und Christine Nordhagen  |
| 2003 | 2.    | OT | bis 72 kg      | hinter Christine Nordhagen              |
| 2004 | 1.    | A  | bis 72 kg      | vor Rachelle Pinet und Taclyn Hedges    |
| 2005 | 1.    | A  | bis 72 kg      | vor Seren Martin und Pam Wilson         |
| 2006 | 1.    | A  | bis 72 kg      | vor Hayley McLeary und Pam Wilson       |
| 2007 | 1.    | A  | bis 72 kg      | vor Pam Wilson und Shayla Turcotte      |
| 2007 | 1.    | OT | bis 72 kg      |                                         |
| 2010 | 1.    | A  | bis 72 kg      | vor Leah Callahan und Erica Wiebe       |
| 2011 | 1.    | A  | bis 72 kg      | vor Leah Callahan und Vanessa Wilson    |

Erläuterungen
- alle Wettbewerbe im freien Stil
- OS = Olympische Spiele, WM = Weltmeisterschaften
- AG = Altersgruppe, A = Aktive, J = Juniorinnen, S = Studentinnen, OT = Olympia-Trials